# Muhsinzade Abdullah Pascià
Muhsinzade Abdullah Pascià (in turco ottomano: مُحسن زاده عبدُ الله پاشا) (1661 – Travnik, 1749) è stato un politico e militare ottomano.
Era figlio di Muhsin Celebi, di una famiglia di mercanti di Aleppo. Ha ricoperto vari incarichi nell'amministrazione e divenne il genero del Gran Visir Çorlulu Damat Ali Pascià (1707-1710) godendo in seguito del favore della corte. Nel 1714 fu inviato in Egitto a causa della rivolta di Kaytaş Bey e riuscì a sottomettere i ribelli e inviare il suo leader innanzi alla Porta (il governo ottomano). Tra il 1715 e il 1737 ricoprì altre cariche amministrative e militari: Defterdar di Morea, muhafız (governatore) di Lepanto (in turco Aynebathi), Agakapısı (capo della porta) con il grado di pascià, capo della cancelleria imperiale (mishandj), agha dei giannizzeri, beylerbey di Vidin, beylerbey di Rumelia, beylerbey di Bosnia e serasker delle truppe a Bender. Quando occupava questa ultima posizione, quando la Russia invase la Crimea (1736) e l'Austria minacciò di intervenire nei principati danubiani, ei colloqui di Miemirov in Polonia non ebbero successo, e in questo contesto fu chiamato dal sultano Mahmut I come Gran Visir il 3 Agosto 1737. Prese l'iniziativa nella guerra ma non ottenne i successi sperati e dopo quattro mesi fu chiamato a Istanbul e destituito; Yeğen Mehmed Pascià (19 dicembre 1737) prese il suo posto.
In seguito fu comandante di alcune fortezze e governatore di qualche provincia fino alla sua morte nella primavera del 1749 a Trikala in Tessaglia. Suo figlio Muhsinzade Mehmed Pascià firmò il Trattato di Küçük Kaynarca nel 1774.